# Shikha Uberoi
Shikha Uberoi (født 5. april 1983 i Mumbai, Indien) er en kvindelig professionel tennisspiller fra Indien.
Shikha Uberoi højeste rangering på WTA single rangliste var som nummer 122, hvilket hun opnåede 29. august 2005. I double er den bedste placering nummer 87, hvilket blev opnået 19. februar 2007. 